# Diego Marques
Diego Marques Ferreira (Fortaleza, 24 de dezembro de 1983) é um matemático brasileiro. É conhecido por seus trabalhos em teoria dos números com vários artigos em teoria transcendente dos números e até teoria elementar dos números. É professor do departamento de matemática da Universidade de Brasília e membro afiliado da Academia Brasileira de Ciências.

## História acadêmica
Obteve um doutorado na Universidade de Brasília em 2009. 
Diego Marques tem dois livros, publicado pela editora SBM tem "Teoria dos Números Transcendentes", e publicado como ebook tem "Quem Quer Ser um Medalhista?". Ele ainda tem um canal no Youtube onde fornece vídeo aulas sobre diversos assuntos, desde matemática básica a resultados a nível de pesquisa e assuntos relacionados à OBMEP.